# Monomito

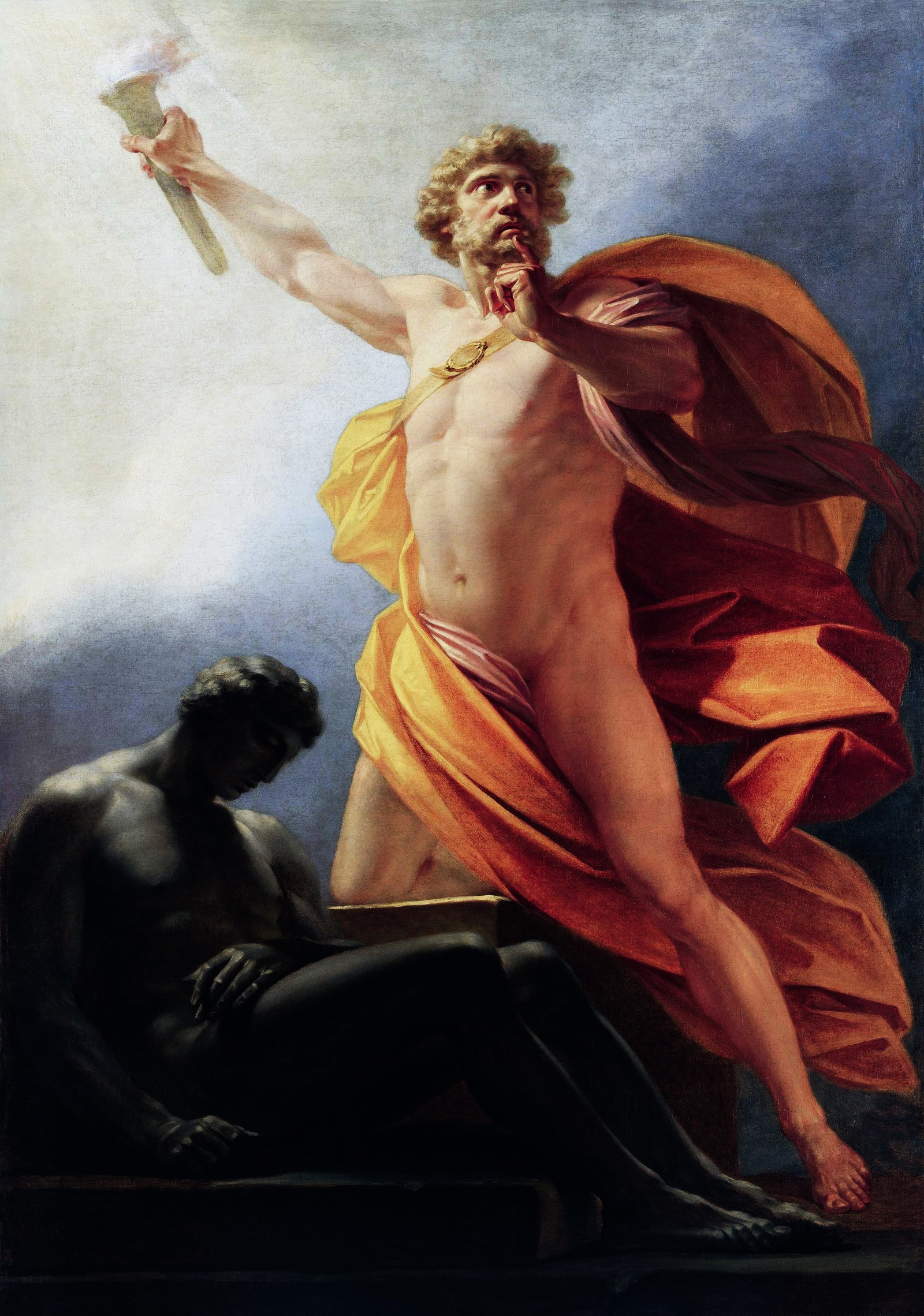
Segundo Campbell, a narrativa clássica de Prometeu segue a estrutura da Jornada.

A Jornada do Herói ou monomito é um conceito de jornada cíclica presente em mitos, segundo o escritor e mitologista Joseph Campbell. Como conceito de narratologia e mitologia comparada, é o modelo comum de histórias que envolvem um herói que parte em uma aventura, é vitorioso em uma crise decisiva e retorna à casa mudado ou transformado.
O termo aparece pela primeira vez em 1949, no livro de Campbell The Hero with a Thousand Faces ("O Herói de Mil Faces"). Eventualmente, os estudos do padrão de mito do herói foram popularizados por Campbell, influenciado pela psicologia analítica de Carl Jung. No entanto, Campbell era um conhecido estudioso da obra de James Joyce (em 1944 publicara, em coautoria com Henry Morton Robinson, a resenha A Skeleton Key to Finnegans Wake, “Uma Chave-Mestra para Finnegan's Wake”) e tomou emprestado o termo monomyth (monomito) do conto Finnegan's Wake, do autor irlandês.
Figuras anteriores propuseram conceitos semelhantes, incluindo o psicólogo Otto Rank e o antropólogo amador Lord Raglan, que discutem padrões narrativos de heróis em termos de psicanálise freudiana e ritualismo. Campbell e outros acadêmicos, tais como Erich Neumann, descrevem as narrativas de Gautama Buddha, Moisés e Cristo em termos do monomito e Campbell afirma que mitos clássicos de muitas culturas seguem esse padrão básico. O padrão do monomito foi adotado também por George Lucas para a criação da saga Star Wars, tanto na trilogia original quanto suas "prequências".
O roteirista de Hollywood e executivo da indústria cinematográfica Christopher Vogler também usou as teorias de Campbell para criar um memorando para os estúdios Disney, depois desenvolvido como o livro "The Writer's Journey: Mythic Structure For Writers" (A Jornada do Escritor: Estrutura Mítica para Roteiristas). Este trabalho influenciou os 10 filmes produzidos pela empresa entre 1989 (A Pequena Sereia) e 1998 (Mulan), além da trilogia Matrix das irmãs Wachowski.
A ideia de monomito em Campbell explica sua ubiquidade por meio de uma mescla entre o conceito junguiano de arquétipos, forças inconscientes da concepção freudiana, e a estruturação dos ritos de passagem por Arnold van Gennep. Desde o final dos anos 1960, com o advento do pós-estruturalismo, teorias como as do monomito (que são dependentes de abordagens baseadas no estruturalismo) perderam terreno nos círculos acadêmicos. Este padrão da "jornada do herói" ainda é influente entre artistas e intelectuais mundo afora, no entanto, o que pode indicar a utilidade contínua e a influência ubíqua dos trabalhos de Campbell (e assim como evidência sobre a importância e validade dos modelos psicológicos freudiano e especialmente junguiano).

## Origem
O estudo das narrativas do mito do herói pode ser rastreado até 1871 com as observações do antropólogo Edward Burnett Tylor de padrões comuns nas tramas das jornadas dos heróis. Na narratologia e na mitologia comparada, outros propuseram padrões narrativos como o psicanalista Otto Rank em 1909 e o antropólogo amador Lord Raglan em 1936. Ambos apresentaram listas de diferentes traços transculturais frequentemente encontrados nos relatos de heróis, incluindo heróis míticos (classificados no chamado mitotipo Rank-Raglan). De acordo com Robert Segal, "as teorias de Rank, Campbell e Raglan tipificam o conjunto de análises dos mitos de herói".

## Estrutura
Está dividido em três seções: Partida (às vezes chamada Separação), Iniciação e Retorno.

Gráfico do Monomito

A Partida lida com o herói aspirando à sua jornada; a Iniciação contém as várias aventuras do herói ao longo de seu caminho; e o Retorno é o momento em que o herói volta a casa com o conhecimento e os poderes que adquiriu ao longo da jornada.
Isto foi estabelecido por Joseph Campbell na primeira parte de O Herói de Mil Faces, intitulada "A Aventura do Herói". A tese do autor é de que todos os mitos seguem essa estrutura em algum grau. Para citar vários exemplos, as histórias de Prometeu, Osíris, Buda e Jesus Cristo todas seguem este paradigma quase exatamente, enquanto a Odisseia apresenta repetições freqüentes da Iniciação, o conto da Gata Borralheira (Cinderela) segue esta estrutura um tanto mais livremente e até mesmo o anime Cãezinhos de Sorte se vale de alguns estágios.

### Os 12 Estágios da Jornada do Herói - "The Writer's Journey" (Christopher Vogler)
1. Mundo Comum - O mundo normal do herói antes da história começar.
2. O Chamado da Aventura - Um problema se apresenta ao herói: um desafio ou a aventura.
3. Reticência do Herói ou Recusa do Chamado - O herói recusa ou demora a aceitar o desafio ou aventura, geralmente porque tem medo.
4. Encontro com o mentor ou Ajuda Sobrenatural - O herói encontra um mentor que o faz aceitar o chamado e o informa e treina para sua aventura.
5. Cruzamento do Primeiro Portal - O herói abandona o mundo comum para entrar no mundo especial ou mágico.
6. Provações, aliados e inimigos ou A Barriga da Baleia - O herói enfrenta testes, encontra aliados e enfrenta inimigos, de forma que aprende as regras do mundo especial.
7. Aproximação - O herói tem êxitos durante as provações
8. Provação difícil ou traumática - A maior crise da aventura, de vida ou morte.
9. Recompensa - O herói enfrentou a morte, se sobrepõe ao seu medo e agora ganha uma recompensa (o elixir).
10. O Caminho de Volta - O herói deve voltar para o mundo comum.
11. Ressurreição do Herói - Outro teste no qual o herói enfrenta a morte, e deve usar tudo que foi aprendido.
12. Regresso com o Elixir - O herói volta para casa com o "elixir", e o usa para ajudar todos no mundo comum.

### Os Estágios da Aventura do Herói - "O Herói de Mil Faces" (Joseph Campbell)[8]
1. Partida, separação
  1. Mundo cotidiano
  2. Chamado à aventura
  3. Recusa do Chamado
  4. Ajuda Sobrenatural
  5. Travessia do Primeiro Limiar
  6. Barriga da baleia
2. Descida, Iniciação, Penetração
  1. Estrada de Provas
  2. Encontro com a Deusa
  3. A Mulher como Tentação
  4. Sintonia com o Pai
  5. Apoteose
  6. A Grande Conquista
3. Retorno
  1. Recusa do Retorno
  2. Voo Mágico
  3. Resgate Interior
  4. Travessia do Limiar
  5. Senhor de Dois Mundos
  6. Liberdade para Viver

### Livros baseados em entrevistas com Campbell
- The Hero's Journey: Joseph Campbell on His Life and Work. Editado por e com introdução de Phil Cousineau. Prefácio de Stuart L. Brown, Editor Executivo. Nova York, EUA: Harper and Row, 1990.
- The Power of Myth (Bill Moyers e Betty Sue Flowers, ed.), 1988
- Vogler, Christopher. The Writer's Journey: Mythic Structure For Writers. Studio City, EUA: Michael Wiese Productions, 1998.

### Filmes
- Joseph Campbell and the Power of Myth (1988)
- The Hero's Journey: The World of Joseph Campbell (1987)